# Coulx
Coulx é uma comuna francesa na região administrativa da Nova Aquitânia, no departamento Lot-et-Garonne. Estende-se por uma área de 16,11 km². Em 2010 a comuna tinha 243 habitantes (densidade: 15,1 hab./km²).